# Tronca de Navidad
La tronca, toza o tizón de Nadal (de Navidad) es un elemento característico de las tradiciones navideñas altoaragonesas, probablemente ligada al folklore, la magia y la mitología pirenaica, a la tradición del árbol de Navidad y a ritos y celebraciones antiguas del solsticio de invierno.
Como se indica más adelante, existen muchas variantes de estos ritos pero, en común, consiste en depositar la noche de Navidad (Nochebuena) en la chimenea o el canto de ésta, la pieza más grande de leña (tronca), que se ha guardado para esta fiesta. Más adelante, también se comenzó a dejar junto al árbol de Navidad. Los niños de la casa son los encargados de decir frases bonitas, bendiciones y rituales (aunque en algunos lugares la bendición la hace el más viejo o dueño de la casa). En ocasiones, la bendición se hace después de rellenar la tronca con un poco de vino mientras se prenuncia la bendición. En las zonas orientales del Alto Aragón, el ritual tenía una parte más lúdica, cuando los niños de la casa pegaban golpes a la tronca para que ésta "cagase" los presentes, que solían ser gominolas, caramelos, frutos secos y otras cosas para comer o jugar. 
Con la despoblación y el progresivo declive de la cultura popular del Alto Aragón, esta tradición, bien arraigada en Cataluña, casi desaparece de los rituales navideños aragoneses. En la actualidad, varios colectivos intentan conservar y fomentar esta celebración por todo Aragón.

## Rituales tradicionales de la Tronca de Nadal
En el Alto Aragón, hay dos rituales para hacer uso de la tronca o toza de Nadal: en la zona occidental, el ritual consiste en bendecir la tronca y dejar que ésta se queme; mientras, en la zona oriental, los niños también hacen cagar a la tronca.

### La bendición y quema de la tronca
En el Aragón occidental, se deposita la tronca en el fuego de la chimenea, se bendice y se deja que se consuma. En muchos lugares, se le encargaba a los más pequeños de la casa que se montaran sobre la tronca y la bendijesen diciendo frases rituales, haciendo la señal de la cruz con un porrón de vino y una torta.
Algunas de las oraciones de bendición de la tronca que se han recopilado son éstas:

Buen Tizón, buen Varón,
buena casa, buena brasa,
que Dios mantenga a paz en ista casa
y en totz os que i son

Después se volvía a repetir la señal de la cruz con el porrón, diciendo

Tronca de Navidat
yo te bendizco
en o nombre d'o Pai,
d'o Fillo y d'o Espritu Santo. Amén

Y se bebía un trago de vino. Después se rezaba por los muertos de la casa, por los padres y por los abuelos.
Otras bendiciones son:

Bebe tizón, bebe porrón
tú por a boca y yo por o garganchón
buen tizón, buena casa, buena brasa
que dios conserve a os amos d'esta casa (Cortiellas)

Yo te bendigo en el nombre de Dios y en el del Niño Jesús que va a nacer esta noche (Alquezra)

Buen turrón, buena brasa
viva la gente de esta casa (Aflor)

San Juan bautizó a Cristo
Cristo bautizó a San Juan
Yo te bautizo a ti toza
en el día de Navidad
(Lanaja, an se baptiza a tronca con anís)

Buen tizón, buen varón
buena brasa
Y Dios conserve
buen amo en esta casa (A Fueba)

Buen tizón, buen varón
buena casa, buena brasa
Dios mantenga a l'amo
y a la duenya d'esta casa

(y haciendo la señal de la cruz con el porrón)

Tú yes negro, yo soy blanco
y en a tripa te me zampo

En Escalona, el más viejo o el dueño de la casa encendía la tronca y decía el sermón:

Tizón de Navidat

Tú yes o tronco d'a casa
por ixo yo bendizco
con vin esta troncada
En nombre de Dios y o nino
que baixa ta la tierra
ta que ta ista casa traigas
a felicidat más plena
O primer trallo ta Tú,
porque Tú tot lo navegas
O segundo por nusatros
que nos des salut a espuertas
O tercero ta que nieve
y se críen as cosechas
O quarto ta que as arreses
no se disgracien ni mueran
Y o quinto ta que a Paz

nos espante toda guerra.

### Hacer cagar la tronca
En la zona oriental (incluyendo el Somontano, el Cinca Medio y algunos pueblos del Bajo Aragón), la tronca tiene, además del sentido ritual de bendición de la tronca, un sentido lúdico que no existe tanto en la parte occidental. Así, se ha de seleccionar una tronca que tenga algunos agujeros para colocar dulces, galletas, nueces, piñones, guirlaches, mandarinas, higos, monedas, juguetes, etcétera.
En algún momento de la noche, los padres envían a los hijos a otra habitación (por ejemplo, con la excusa de ir a mojar las tenazas) para que no vean cómo se rellena la tronca. Después, se les llama y se les dice que ya pueden hacer cagar la tronca, pegándole fuertes golpes, que se acompañan de algunas frases, dichos o bendiciones, haciendo así que aparezcan los presentes para los más pequeños. Finalmente, la tronca se quema en el fuego. 
Algunos de los dichos que dicen son:

Tronca, tronca de Nadal,
caga turrons i pixa vi blanc (Camporrells)

Tronca de Nadal, caga turrons i pixa vi blanc (Soperuny)

Tronca Nadal picha vino blanc y caga turrón de mazapán (Estadilla)

Tizón, caga turrón...

En Veri, se echa después un chorro de vino del porrón y, haciendo la señal de la cruz, se dice

viva la casa, viva el varón,
viva els amos qu'ara i son

### Recuperación de la costumbre
En los últimos años, la tradición de bendecir la tronca y, sobre todo, la de hacer cagar la tronca se está recuperando poco a poco, igual que en las ciudades, gracias a la labor de divulgación que hacen algunas asociaciones culturales como Ligallo de Fablans de l'Aragonés.